# Casa de Habsburgo-Laufenburg

Escudo de armas de los Habsburg-Laufenburg.

La Casa de Habsburgo-Laufenburg fue una línea de la Casa de los Habsburgo desde 1232 hasta 1408, la cual nunca alcanzó la importancia y el poder de sus parientes. Los condes de Habsburgo-Laufenburg gobernaron con cierta importancia en Suiza y en el actual sur de Baden.

## Historia
En 1232, la administración de los territorios de los Habsburgo se dividió entre los hermanos Alberto IV de Habsburgo (el fundador de la línea primogénita) y Rodolfo III de Habsburgo (el fundador de la línea Laufenburg, después Rodolfo I de Habsburgo-Laufenburg). La división, de la que sólo sabemos por un documento emitido en 1239, sólo tuvo verdaderos efectos hacia 1270. Las posesiones de los futuros Laufenburg estaban ubicadas en Frickgau con sede en el castillo de Laufenburg, en Albgau con el castillo de Hauenstein, en Aargau con el castillo de Stein, así como en Obwalden, en el este de Suiza y en el condado de Klettgau. El establecimiento de un gobierno territorial integral no tuvo éxito. El nombre Laufenburg es un nombre extranjero poco utilizado, utilizado por primera vez en 1257.

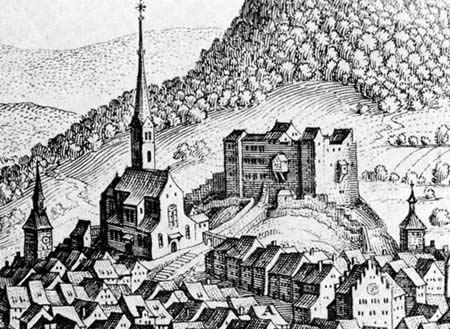
El castillo de Laufenburg alrededor de 1654

A través del matrimonio de Rodolfo III de Habsburg-Laufenburg († 1315) con Elisabeth de Rapperswil, la hermana del último conde de Rapperswil, heredó a John I. las amplias propiedades de los Rapperswilers en Zurichgau y en la ciudad de Rapperswil. En 1336, Johann se vio envuelto en el conflicto que rodeó la revolución gremial de Zúrich debido a sus deudas y murió en la batalla de Grynau contra el alcalde de Zúrich, Rudolf Brun, en 1337. Sus hijos menores crecieron en la corte de los Habsburgo.
Johann II participó en el intento de golpe de Estado contra el alcalde Brun en 1350 porque sus oponentes le habían prometido la condonación de sus deudas. Sin embargo, él fue traicionado y el conde fue encarcelado en Zúrich durante tres años. Allí escribió Minnelied Blümli blawe, que Goethe descubrió en su tercer viaje a Suiza y adaptó en su poema Das Blümlein/La canción del conde cautivo. Brun destruyó las fortalezas de Rapperswil y Altendorf. Sólo después de una intervención de sus familiares fue liberado nuevamente Johann, pero en 1354 tuvo que vender sus propiedades en la parte superior del lago de Zúrich al duque Alberto II de Austria y jurar un feudo primordial con la ciudad de Zúrich.
El derecho de acuñación de los condes fue prometido a la ciudad de Laufenburg en 1363 y en 1408 finalmente pasó a la ciudad. En 1386, la mayoría de las posesiones de la Casa de Habsburgo-Laufenburg pasaron a la línea principal de los Habsburgo, incluida la ciudad y el castillo de Laufenburg. John IV, el último del linaje Laufenburg, murió en 1408 sin descendientes varones con derecho a heredar. Cuando su hija Úrsula se casó con el conde Rodolfo III en 1410, el Landgraviato de Klettgau pasó a los condado de Sulz.